# Zwengel

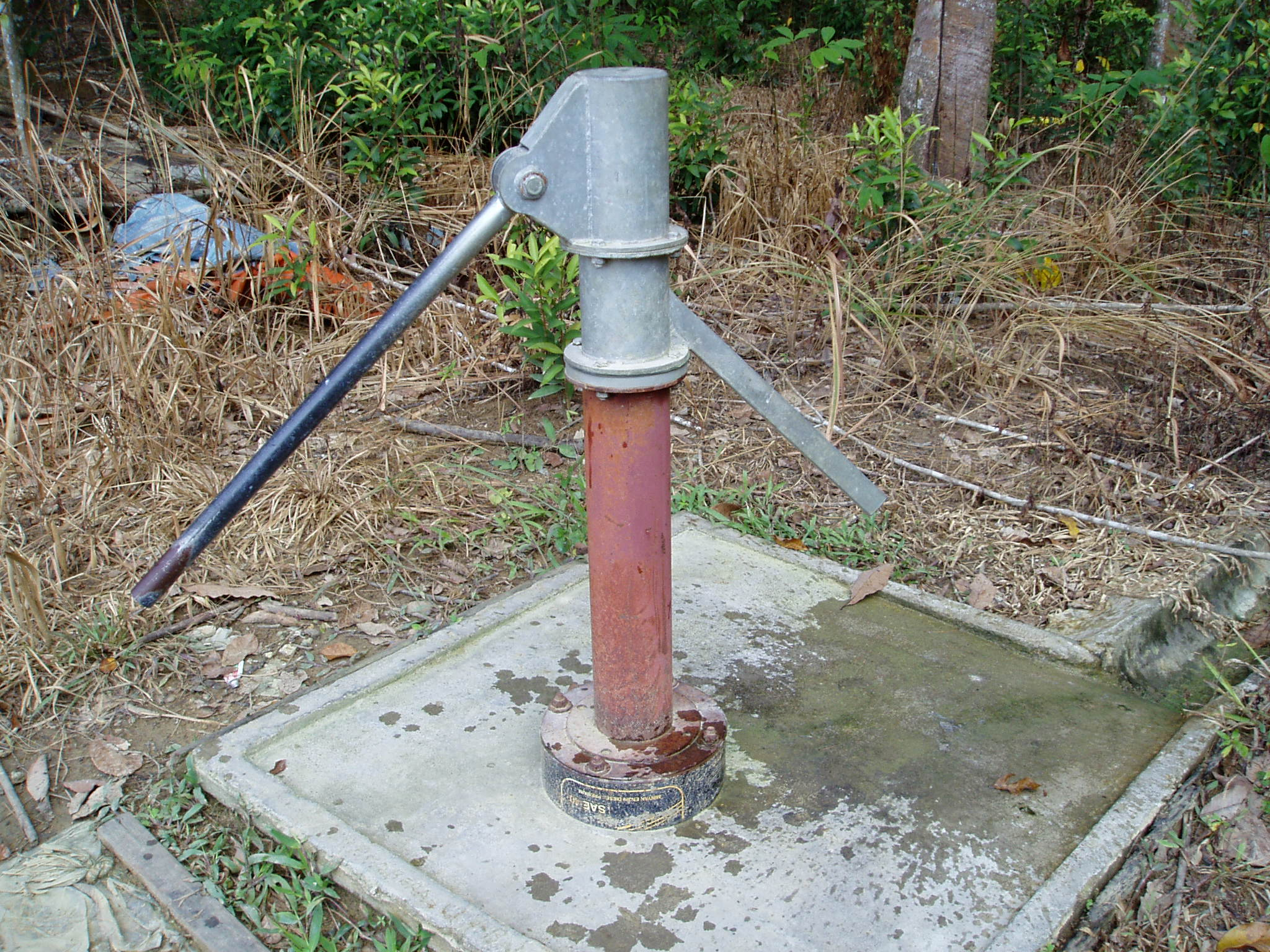
Waterpomp met zwengel

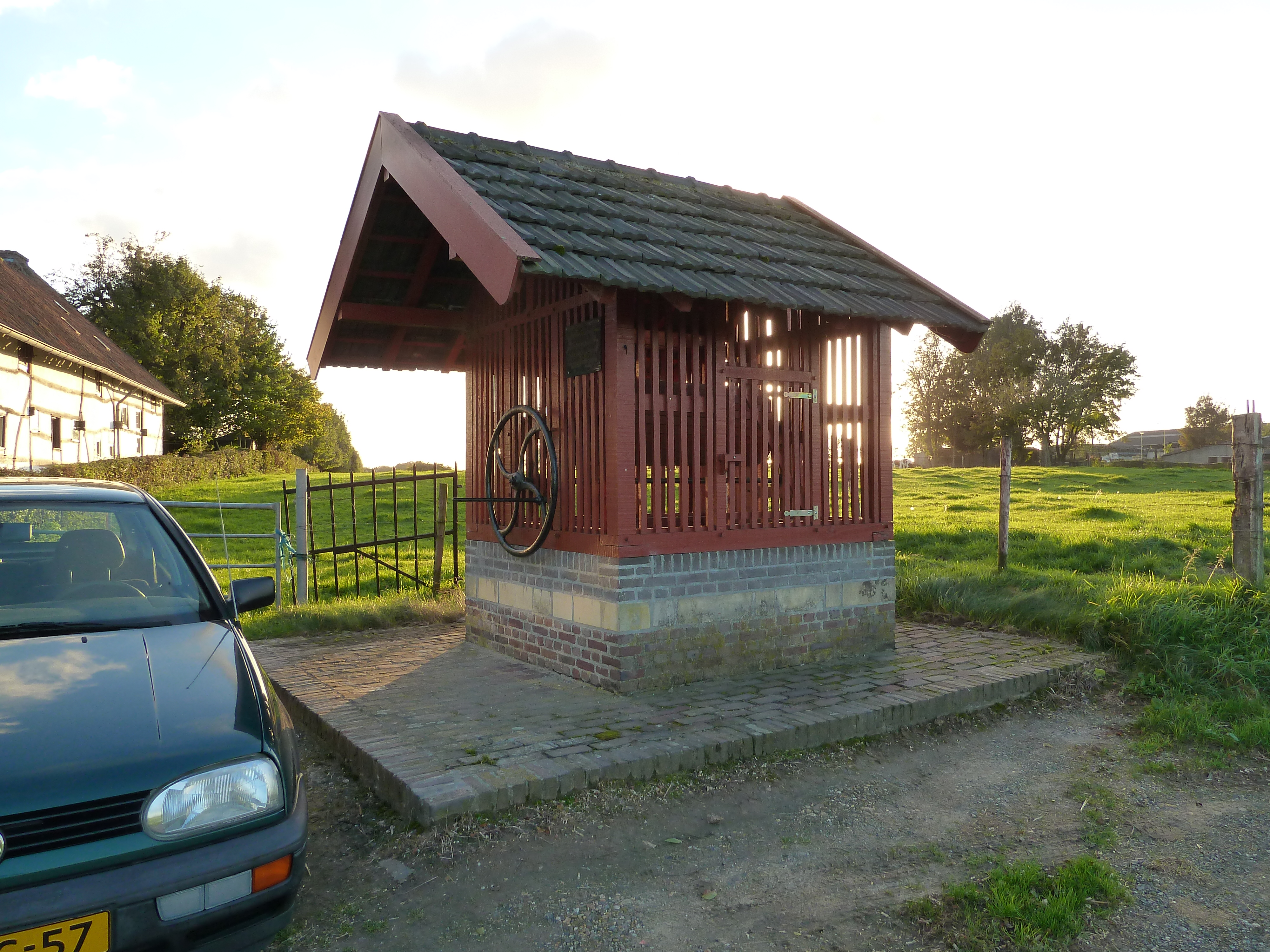
Waterput met zwengel voor het ophijsen van een emmer water, in Klein Welsden.

Een zwengel, slinger of krukas is een hefboom met eventueel een handvat waarmee een ronddraaiende, een op- en neergaande of een heen- en weergaande beweging kan worden gemaakt. Deze beweging wordt mechanisch overgebracht naar een mechanisme dat moet bewegen. 
- Oude koffiemolens hebben een zwengel om het maalmechanisme te laten draaien.
- De eerste grammofoons hadden een zwengel om de veer op te winden, zodat de grammofoonplaat kan draaien.
- De eerste auto's hadden, voordat de startmotor werd uitgevonden, een zwengel om de motor aan de praat te krijgen.
- De eerste telefoontoestellen hadden een zwengel om met een dynamo de belstroom op te wekken.
- Voor het met de hand oppompen van vloeistof is meestal een op- en neergaande beweging vereist.
- Handbediende hijswerktuigen, bijvoorbeeld bij een waterput, kunnen een zwengel hebben.

Tegenwoordig bestaan er nog simpele keukenapparaten met een zwengel, maar met de komst van de elektrische keukenmachines verdwijnen die ook langzaam uit beeld.
Iets aanzwengelen betekent iets (opnieuw) starten.